# Lei sobre a Bandeira e o Hino Nacionais do Japão

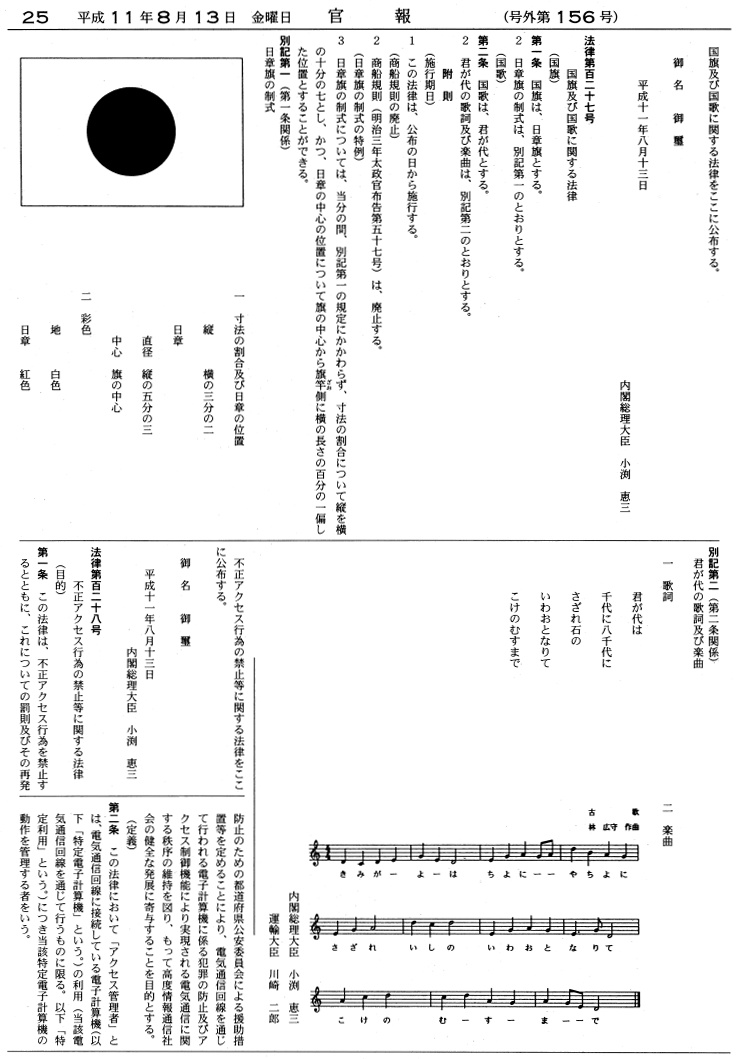
A Lei Sobre a Bandeira e o Hino Nacionais como está no Diário Oficial em 15 de agosto de 1999.

A Lei sobre a Bandeira e o Hino Nacionais do Japão (em japonês: 国旗及び国歌に関する法律, transl. Kokki Oyobi Kokka ni Kansuru Hōritsu, abreviada como 国旗国歌法) é a legislação que regulamenta a Bandeira do Japão e o seu Hino Nacional. Foi promulgada e entrou em vigor no mesmo dia, em 13 de agosto de 1999.
Antes desta data o Japão não possuía nenhuma bandeira ou hino oficiais, embora fossem usadas várias bandeiras para representar o país. Desde 1870 a Nisshōki (日章旗, bandeira do círculo do sol), também conhecida como Hinomaru (日の丸), serviu como símbolo em várias condições, e a canção Kimigayo (君が代, Kimi ga Yo) era usada como hino de facto desde 1880. O propósito da lei foi, então, consagrar oficialmente o seu uso. A lei proveu detalhes sobre a forma dos símbolos, mas não mencionou nada sobre o seu uso, fazendo com que os órgãos e instituições japoneses os aplicassem variadamente.
A lei foi criada após o suicídio de um diretor de escola em Hiroshima, que fora incapaz de solucionar uma disputa entre os professores e a direção sobre o uso da bandeira Hinomaru e da canção Kimigayo. A lei gerou controvérsia, pois no tempo da Segunda Guerra Mundial os símbolos se tornaram associados à ocupação norte-americana. Entretanto, a lei foi aprovada pela Casa dos Representantes em 22 de julho de 1999 por 403 votos a 86. A legislação foi mandada para a Casa dos Conselheiros em 28 de julho e aprovada em 9 de agosto, sendo promulgada em 13 de agosto.
A lei determinou que a proporção da bandeira fosse 2:3; o diâmetro do disco é 3/5 do comprimento da bandeira, e localizado exatamente no centro do campo. Antigamente a bandeira Hinomaru possuía a proporção de 7:10 e o disco era deslocado em 1/100 em direção ao mastro, e a lei permitiu que estas proporções continuassem sendo adotadas. O campo da bandeira é branco e o disco solar é vermelho escuro, mas a documentação oficial autoriza variações no tom do vermelho.
Em outro apêndice da lei se descreveu a partitura e a letra do hino. A letra e a melodia não tiveram autoria determinada, mas foi atribuída a transcrição da partitura e arranjo a Hiromori Hayashi. Evidências sugerem que o autor foi apenas nominal, sendo o supervisor e Mestre de Música principal da corte imperial, e a autoria da música teria sido de Yoshiisa Oku e Akimori Hayashi, com o arranjo, em estilo ocidental, por Franz Eckert.